# I̓
I̓ (minuscule : i̓), appelé I virgule suscrite, est une lettre latine utilisée dans l’écriture du heiltsuk.
Il s’agit de la lettre I diacritée d’une virgule suscrite.

## Représentations informatiques
Le I virgule suscrite peut être représenté avec les caractères Unicode suivants : 
- décomposé (latin de base, diacritiques) :

| formes    | représentations | chaînes de caractères | points de code | descriptions                                          |
| --------- | --------------- | --------------------- | -------------- | ----------------------------------------------------- |
| capitale  | I̓               | I◌̓                    | U+0049 U+0313  | lettre majuscule latine i diacritique virgule en chef |
| minuscule | i̓               | i◌̓                    | U+0069 U+0313  | lettre minuscule latine i diacritique virgule en chef |

## Sources
- Alphabet heiltsuk, Bella Bella Community School.